# Cheduba
Cheduba (birm. မာန် အောင် ကျွန်း, znana również jako Manaung) – wyspa w Zatoce Bengalskiej blisko Ramree, wyspy należącej do Mjanmy. Najwyższy punkt na wyspie położony jest na wysokości 205 m n.p.m. Ma powierzchnię około 523 km² i ludność około 60 000 mieszkańców, który składa się głównie z Birmańczyków i Arakanów.